# Temporada da BAA de 1947–48
A temporada da BAA de 1947-48 foi a segunda temporada da Basketball Association of America. (Após a sua terceira temporada, 1948-1949, a BAA e a National Basketball League se fundiram para criar a National Basketball Association) 
O torneio de pós-temporada terminou com o Baltimore Bullets vencendo o Philadelphia Warriors por 4-2.
A NBA reconhece as três temporadas da BAA como parte de sua própria história, então a temporada da BAA de 1947-48 é considerada a segunda temporada da NBA.

## Ocorrências
- Antes da temporada ter começado, várias equipas desistiram de participar, deixando a liga com apenas 7 participantes. O Baltimore Bullets foram colocados na liga para igualar o número de equipas nas duas divisões.

## Resultados finais

### Divisão Leste
| Equipa                  | V  | D  | %    | JA |
| ----------------------- | -- | -- | ---- | -- |
| Philadelphia Warriors   | 27 | 21 | .563 | -  |
| New York Knicks         | 26 | 22 | .542 | 1  |
| Boston Celtics          | 20 | 28 | .417 | 7  |
| Providence Steamrollers | 6  | 42 | .125 | 21 |

### Divisão Oeste
| Equipa              | V  | D  | %    | JA |
| ------------------- | -- | -- | ---- | -- |
| St. Louis Bombers   | 29 | 19 | .604 | -  |
| Baltimore Bullets C | 28 | 20 | .583 | 1  |
| Chicago Stags       | 28 | 20 | .583 | 1  |
| Washington Capitols | 28 | 20 | .583 | 1  |

C - Campeões da NBA

## Lideres em estatística
| Categoria     | Jogador       | Time                  | Número |
| ------------- | ------------- | --------------------- | ------ |
| Pontos        | Max Zaslofsky | Chicago Stags         | 1,007  |
| Assistências  | Howie Dallmar | Philadelphia Warriors | 120    |
| FG%           | Bob Feerick   | Washington Capitols   | .340   |
| Lances livres | Bob Feerick   | Washington Capitols   | .788   |

Nota: Antes da temporada de 1969-70, os líderes da liga em pontos e assistências eram determinados por totais e não por médias.

## Prêmios NBA
- Equipa ideal:
  - Ed Sadowski, Boston Celtics
  - Joe Fulks, Philadelphia Warriors
  - Howie Dallmar, Philadelphia Warriors
  - Bob Feerick, Washington Capitols
  - Max Zaslofsky, Chicago Stags